# Llista de rellotges de sol d'Osona
Llista de rellotges de sol instal·lats de forma permanent en espais públics de la comarca d'Osona.

## Aiguafreda
| Nom                                           | Descripció                                                | Localització                               | Coordenades                                          | Fitxa | Imatge                                           |
| --------------------------------------------- | --------------------------------------------------------- | ------------------------------------------ | ---------------------------------------------------- | ----- | ------------------------------------------------ |
| Carrer de Barcelona, 5                        |                                                           | Aiguafreda C. de Barcelona, 5              | 41° 45′ 59″ N, 2° 15′ 18″ E / 41.766319°N,2.254931°E | fitxa | Carregueu una nova foto                          |
| Carrer de Mossèn Cinto Verdaguer, 7           | Inscripció: Sant Pol de Mar                               | Aiguafreda C. de Mossèn Cinto Verdaguer, 7 | 41° 46′ 11″ N, 2° 15′ 04″ E / 41.769725°N,2.250979°E | fitxa | Carregueu una nova foto                          |
| Carrer la Llobeta, 11                         | Rajoles                                                   | Aiguafreda C. la Llobeta, 11               | 41° 46′ 36″ N, 2° 14′ 56″ E / 41.776634°N,2.248911°E | fitxa | Carregueu una nova foto                          |
| Casa pairal Casanoves                         |                                                           | Aiguafreda                                 | 41° 46′ 33″ N, 2° 15′ 38″ E / 41.775789°N,2.260469°E | fitxa | Carregueu una nova foto                          |
| L'Aragall                                     |                                                           | Aiguafreda                                 | 41° 46′ 19″ N, 2° 15′ 31″ E / 41.772046°N,2.258618°E | fitxa | L'Aragall (Aiguafreda) · Carregueu una nova foto |
| Mas la Llobeta                                |                                                           | Aiguafreda C. de la Llobeta, 18            | 41° 46′ 38″ N, 2° 14′ 59″ E / 41.777156°N,2.249827°E | fitxa | Carregueu una nova foto                          |
| Passeig de Catalunya, 8                       | Inscripció: De rellotge de sol no en te qui en vol        | Aiguafreda Pg. de Catalunya, 8             | 41° 45′ 54″ N, 2° 15′ 13″ E / 41.765084°N,2.253532°E | fitxa | Carregueu una nova foto                          |
| Passeig de Catalunya, 7                       | Inscripció: Només compto les hores serenes / 1949         | Aiguafreda Pg. de Catalunya, 7             | 41° 45′ 53″ N, 2° 15′ 12″ E / 41.764835°N,2.253278°E | fitxa | Carregueu una nova foto                          |
| Vil·la Francisca, casa de colònies la Llobeta |                                                           | Aiguafreda C. Abadessa Emma, 16            | 41° 46′ 41″ N, 2° 14′ 56″ E / 41.778096°N,2.248997°E | fitxa | Carregueu una nova foto                          |
| Rectoria de Sant Martí del Congost            | Inscripció: JHS / Jo sense sol i tu sense fe no valem res | Aiguafreda Aiguafreda de Dalt              | 41° 47′ 19″ N, 2° 15′ 27″ E / 41.788510°N,2.257414°E | fitxa | Carregueu una nova foto                          |

## Alpens
| Nom             | Descripció | Localització         | Coordenades                                          | Fitxa | Imatge                  |
| --------------- | ---------- | -------------------- | ---------------------------------------------------- | ----- | ----------------------- |
| Plaça Major, 10 |            | Alpens Pl. Major, 10 | 42° 01′ 10″ N, 2° 06′ 03″ E / 42.019444°N,2.100833°E | fitxa | Carregueu una nova foto |

## Balenyà
| Nom                        | Descripció | Localització                                         | Coordenades                                          | Fitxa | Imatge                  |
| -------------------------- | ---------- | ---------------------------------------------------- | ---------------------------------------------------- | ----- | ----------------------- |
| Carrer de Sant Fruitós, 10 |            | Balenyà C. de Sant Fruitós, 10. Hostalets de Balenyà | 41° 48′ 53″ N, 2° 14′ 11″ E / 41.814767°N,2.236333°E | fitxa | Carregueu una nova foto |
| Mas Fontderola             |            | Balenyà Puigsagordi                                  | 41° 48′ 48″ N, 2° 12′ 19″ E / 41.813283°N,2.205183°E | fitxa | Carregueu una nova foto |

## El Brull
| Nom                                       | Descripció            | Localització                                      | Coordenades                                          | Fitxa | Imatge                  |
| ----------------------------------------- | --------------------- | ------------------------------------------------- | ---------------------------------------------------- | ----- | ----------------------- |
| Can Coromines                             |                       | El Brull Prop del GR 2 al sud del nucli del Brull | 41° 48′ 43″ N, 2° 18′ 08″ E / 41.81181°N,2.302149°E  | fitxa | Carregueu una nova foto |
| El Vilar de la Castanya                   | Inscripció: 1797      | El Brull Vall de la Castanya                      | 41° 46′ 44″ N, 2° 21′ 17″ E / 41.779000°N,2.354817°E | fitxa | Carregueu una nova foto |
| Església de Sant Cristòfol de la Castanya | Inscripció: MCMLXXXIX | El Brull Vall de la Castanya                      | 41° 47′ 01″ N, 2° 21′ 09″ E / 41.783700°N,2.352483°E | fitxa | Carregueu una nova foto |

## Calldetenes
| Nom                   | Descripció                                                                                            | Localització                  | Coordenades                                          | Fitxa | Imatge                  |
| --------------------- | --- | ----------------------------- | ---------------------------------------------------- | ----- | ----------------------- |
| Can Batlem            | Inscripció: 1995                                                                                      | Calldetenes C. de Girona, 21  | 41° 55′ 32″ N, 2° 17′ 11″ E / 41.925517°N,2.286467°E | fitxa | Carregueu una nova foto |
| Carrer Guilleries, 15 | Inscripció: Ja ho va dir el famós geni "el temps és relatiu" però d'aquí un mil·lenni encara serà viu | Calldetenes C. Guilleries, 15 | 41° 55′ 39″ N, 2° 17′ 15″ E / 41.927442°N,2.287455°E | fitxa | Carregueu una nova foto |

## Centelles
| Nom                         | Descripció                                              | Localització                                                  | Coordenades                                          | Fitxa | Imatge                  |
| --------------------------- | ------------------------------------------------------- | ------------------------------------------------------------- | ---------------------------------------------------- | ----- | ----------------------- |
| Carrer Guer, 17             |                                                         | Centelles C. Guer, 17                                         |                                                      | fitxa | Carregueu una nova foto |
| Camí del Mas Llavina, 19    |                                                         | Centelles Camí del Mas Llavina, 19                            |                                                      | fitxa | Carregueu una nova foto |
| Can General                 | Inscripció: Tempus fugit                                | Centelles Ctra. C-1413b a St. Feliu Codines, km. 16,5         |                                                      | fitxa | Carregueu una nova foto |
| Can Moreu                   |                                                         | Centelles C. Rodolf Batlle - ctra. de St. Feliu               | 41° 47′ 24″ N, 2° 12′ 59″ E / 41.790000°N,2.216389°E | fitxa | Carregueu una nova foto |
| IES Pere Barnils            | Inscripció: Saps la meva però no la teva                | Centelles                                                     |                                                      | fitxa | Carregueu una nova foto |
| Carrer Rafael Casanoves, 43 |                                                         | Centelles C. Rafael Casanoves, 43                             | 41° 48′ 02″ N, 2° 13′ 08″ E / 41.800556°N,2.218889°E | fitxa | Carregueu una nova foto |
| Carrer Rafael Casanoves, 49 | Polar                                                   | Centelles C. Rafael Casanoves, 49                             | 41° 48′ 02″ N, 2° 13′ 08″ E / 41.800556°N,2.218889°E | fitxa | Carregueu una nova foto |
| Can Marina                  | Inscripció: Que mires mussol? Soc un rellotge de sol    | Centelles C. Sant Jaume, 14, visible des del c. Rodolf Batlle | 41° 47′ 41″ N, 2° 13′ 10″ E / 41.794722°N,2.219444°E | fitxa | Carregueu una nova foto |
| El Cerdà de la Garga        |                                                         | Centelles Ctra. C-1413b a St. Feliu Codines, km. 12,5         | 41° 46′ 18″ N, 2° 13′ 48″ E / 41.771624°N,2.230091°E | fitxa | Carregueu una nova foto |
| Molí draper de la Llavina   | Inscripció: 1497 - 1997 / 500 anys del llinatge Llavina | Centelles Camí del Molí                                       | 41° 47′ 10″ N, 2° 13′ 45″ E / 41.786033°N,2.229100°E | fitxa | Carregueu una nova foto |

## Espinelves
| Nom                                  | Descripció                                                                               | Localització                            | Coordenades                                          | Fitxa | Imatge                  |
| ------------------------------------ | ---------------------------------------------------------------------------------------- | --------------------------------------- | ---------------------------------------------------- | ----- | ----------------------- |
| Can Xicot                            | Inscripció: Vulnerant omnes ultima necat                                                 | Espinelves Ctra. de Viladrau a Arbúcies | 41° 51′ 18″ N, 2° 25′ 32″ E / 41.854908°N,2.42548°E  | fitxa | Carregueu una nova foto |
| Carrer Circumval·lació               | Inscripció: Pels camins del cel el sol va fent via, mira quina hora és i aprofita el dia | Espinelves C. Circumval·lació           |                                                      | fitxa | Carregueu una nova foto |
| Església de Sant Vicenç d'Espinelves |                                                                                          | Espinelves Pl. Major                    | 41° 52′ 08″ N, 2° 25′ 03″ E / 41.868824°N,2.417441°E | fitxa | Carregueu una nova foto |
| Masjoan                              |                                                                                          | Espinelves                              | 42° 52′ 11″ N, 2° 24′ 40″ E / 42.869600°N,2.411217°E | fitxa | Carregueu una nova foto |
| Carrer Sant Hilari, 29               | Inscripció: Noi aprén i no badis                                                         | Espinelves C. Sant Hilari, 29           |                                                      | fitxa | Carregueu una nova foto |

## L'Esquirol
| Nom                  | Descripció                  | Localització                                | Coordenades                                          | Fitxa | Imatge                  |
| -------------------- | --------------------------- | ------------------------------------------- | ---------------------------------------------------- | ----- | ----------------------- |
| Carrer Los Rosals, 4 | Rajoles de ceràmica         | L'Esquirol C. Los Rosals, 4 - pg. del Pedró | 42° 01′ 56″ N, 2° 22′ 06″ E / 42.032222°N,2.368333°E | fitxa | Carregueu una nova foto |
| Masia Arcarons       | Inscripció: In hac hora ora | L'Esquirol                                  | 42° 01′ 32″ N, 2° 22′ 40″ E / 42.025556°N,2.377778°E | fitxa | Carregueu una nova foto |

## Folgueroles
| Nom                              | Descripció                                                                   | Localització                                 | Coordenades                                          | Fitxa | Imatge                                                     |
| -------------------------------- | ---------------------------------------------------------------------------- | -------------------------------------------- | ---------------------------------------------------- | ----- | ---------------------------------------------------------- |
| Passatge Font de la Ricardera, 3 |                                                                              | Folgueroles Passatge Font de la Ricardera, 3 | 41° 56′ 25″ N, 2° 18′ 48″ E / 41.940283°N,2.313267°E | fitxa | Carregueu una nova foto                                    |
| Carrer de la Font, 23            |                                                                              | Folgueroles C. de la Font, 23                | 41° 56′ 17″ N, 2° 18′ 52″ E / 41.937917°N,2.314433°E | fitxa | Carregueu una nova foto                                    |
| Carrer Mistral, 15, sud-est      | Inscripció: Cada dia si Deu vol la gira farem quan es pongui el sol          | Folgueroles C. Mistral, 15                   | 41° 56′ 12″ N, 2° 18′ 57″ E / 41.936652°N,2.315942°E | fitxa | Carregueu una nova foto                                    |
| Carrer Mistral, 15, sud-oest     | Inscripció: El temps anirà passant però els bons amics per sempre perduraran | Folgueroles C. Mistral, 15                   | 42° 51′ 00″ N, 2° 19′ 00″ E / 42.85°N,2.3166667°E    | fitxa | Carregueu una nova foto                                    |
| Can Campaner                     | Inscripció: Can Campaner                                                     | Folgueroles C. Major, 46                     | 41° 56′ 20″ N, 2° 19′ 03″ E / 41.938783°N,2.317583°E | fitxa | Carregueu una nova foto                                    |
| Can Mas                          |                                                                              | Folgueroles C. de Vic, 16                    | 41° 56′ 15″ N, 2° 18′ 40″ E / 41.937467°N,2.311083°E | fitxa | Carregueu una nova foto                                    |
| Carrer de la Font, 33            |                                                                              | Folgueroles C. de la Font, 33                | 41° 56′ 15″ N, 2° 18′ 48″ E / 41.937583°N,2.313250°E | fitxa | Carregueu una nova foto                                    |
| Mas la Roca                      |                                                                              | Folgueroles Ronda La Damunt                  | 41° 56′ 27″ N, 2° 19′ 29″ E / 41.940700°N,2.324617°E | fitxa | Carregueu una nova foto                                    |
| Passatge Font de la Ricardera, 1 | Inscripció: Ja hi pots pujar de peus, ara és l'hora que veus                 | Folgueroles Passatge Font de la Ricardera, 1 | 41° 56′ 25″ N, 2° 18′ 48″ E / 41.940300°N,2.313317°E | fitxa | Carregueu una nova foto                                    |
| Passatge Noguer, 1               | Inscripció: Any 1992                                                         | Folgueroles Passatge Noguer, 1               | 41° 56′ 31″ N, 2° 18′ 48″ E / 41.941933°N,2.313367°E | fitxa | Carregueu una nova foto                                    |
| Plaça Verdaguer, 12              |                                                                              | Folgueroles Pl. Verdaguer, 12                | 41° 56′ 20″ N, 2° 19′ 08″ E / 41.938767°N,2.318917°E | fitxa | Carregueu una nova foto                                    |
| Plaça Verdaguer, 7               | Inscripció: És l'hora de ser feliç                                           | Folgueroles Pl. Verdaguer, 7                 | 41° 56′ 20″ N, 2° 19′ 09″ E / 41.938900°N,2.319033°E | fitxa | Plaça Verdaguer, 7 (Folgueroles) · Carregueu una nova foto |
| Ronda La Damunt, 18              | Inscripció: Sóc impassible fins i tot amb l'impossible                       | Folgueroles Ronda La Damunt, 18              | 41° 56′ 31″ N, 2° 19′ 32″ E / 41.941867°N,2.325667°E | fitxa | Carregueu una nova foto                                    |

## Gurb
| Nom                                               | Descripció                                       | Localització                                         | Coordenades                                          | Fitxa | Imatge                  |
| ------------------------------------------------- | ------------------------------------------------ | ---------------------------------------------------- | ---------------------------------------------------- | ----- | ----------------------- |
| El Jovell                                         | Inscripció: Jo sense sol i tu sense fe no som re | Gurb                                                 |                                                      | fitxa | Carregueu una nova foto |
| Església de Sant Esteve de Granollers de la Plana | Inscripció: Volat irreparabile tempus            | Gurb Ctra. B522 de Vic a Manlleu, km 5,5             | 41° 58′ 36″ N, 2° 16′ 29″ E / 41.976564°N,2.274712°E | fitxa | Carregueu una nova foto |
| Església de Sant Julià Sassorba                   |                                                  | Gurb Ctra. C-154 Vic-Olost, trencall al km. 6,9      |                                                      | fitxa | Carregueu una nova foto |
| Antic Hostal d'en Reguer                          |                                                  | Gurb Ctra. C-153, km. 4,700                          | 41° 57′ 50″ N, 2° 17′ 35″ E / 41.963883°N,2.293067°E | fitxa | Carregueu una nova foto |
| Ermita de Sant Cristòfol de Vespella              | Inscripció: A solis laudabile nomen Domini       | Gurb Ctra. BV-4601 de Sant Bartomeu del Grau, km 6,5 | 41° 58′ 08″ N, 2° 12′ 23″ E / 41.968986°N,2.206283°E | fitxa | Carregueu una nova foto |
| Església de Sant Andreu de Gurb                   | Inscripció: 1722                                 | Gurb                                                 | 41° 57′ 19″ N, 2° 13′ 19″ E / 41.955167°N,2.221983°E | fitxa | Carregueu una nova foto |
| Estació meteorològica 348, horitzontal            | Inscripció: Rellotge de sol                      | Gurb Crta. B-522 km 2,5                              | 41° 57′ 21″ N, 2° 15′ 52″ E / 41.955967°N,2.264317°E | fitxa | Carregueu una nova foto |
| Estació meteorològica 348, cilíndric              |                                                  | Gurb Crta. B-522 km 2,5                              | 41° 57′ 21″ N, 2° 15′ 52″ E / 41.955967°N,2.264317°E | fitxa | Carregueu una nova foto |

## Manlleu
| Nom                               | Descripció                                                       | Localització                      | Coordenades                                          | Fitxa | Imatge                                                                |
| --------------------------------- | ---------------------------------------------------------------- | --------------------------------- | ---------------------------------------------------- | ----- | --------------------------------------------------------------------- |
| Plaça de Fra Bernadí, 32-33       |                                                                  | Manlleu Pl. de Fra Bernadí, 32-33 | 42° 00′ 09″ N, 2° 16′ 27″ E / 42.0025°N,2.2741°E     | fitxa | Plaça de Fra Bernadí, 32-33 (Manlleu) · Carregueu una nova foto       |
| Ermita de Sant Jaume de Vilamontà | Inscripció: Beneïda la llum del dia i Nostre Amo que ens l'envia | Manlleu Ctra. BV-5224 km 2        | 42° 01′ 08″ N, 2° 16′ 49″ E / 42.018983°N,2.280350°E | fitxa | Ermita de Sant Jaume de Vilamontà (Manlleu) · Carregueu una nova foto |
| IES Antoni Pous i Argila          |                                                                  | Manlleu Av. de Roma, 260          | 42° 00′ 09″ N, 2° 16′ 26″ E / 42.002467°N,2.273833°E | fitxa | IES Antoni Pous i Argila (Manlleu) · Carregueu una nova foto          |
| Mas Roca                          | Inscripció: MCMXXVIII                                            | Manlleu Pg. Sant Joan, 182        | 42° 00′ 22″ N, 2° 16′ 58″ E / 42.006167°N,2.282783°E | fitxa | Mas Roca (Manlleu) · Carregueu una nova foto                          |

## Les Masies de Voltregà
| Nom                     | Descripció                                                | Localització                                | Coordenades                                          | Fitxa | Imatge                  |
| ----------------------- | --------------------------------------------------------- | ------------------------------------------- | ---------------------------------------------------- | ----- | ----------------------- |
| EFA Quintanes, sud-oest | Inscripció: Jo sense sol i tu sense fe els dos no som res | Les Masies de Voltregà Ctra. BV-4608, km 13 | 42° 02′ 03″ N, 2° 12′ 23″ E / 42.034267°N,2.206317°E | fitxa | Carregueu una nova foto |
| EFA Quintanes, sud-est  |                                                           | Les Masies de Voltregà Ctra. BV-4608, km 13 | 42° 02′ 04″ N, 2° 12′ 23″ E / 42.034500°N,2.206333°E | fitxa | Carregueu una nova foto |

## Muntanyola
| Nom                               | Descripció | Localització      | Coordenades                                          | Fitxa | Imatge                                                                                     |
| --------------------------------- | ---------- | ----------------- | ---------------------------------------------------- | ----- | ------------------------------------------------------------------------------------------ |
| Església de Sant Esteve de Múnter |            | Muntanyola Múnter | 41° 52′ 45″ N, 2° 13′ 29″ E / 41.879167°N,2.224722°E | fitxa | Església de Sant Esteve de Múnter (Muntanyola) · Vegeu més fotos · Carregueu una nova foto |

## Olost
| Nom                       | Descripció                                                     | Localització | Coordenades                                          | Fitxa | Imatge                  |
| ------------------------- | -------------------------------------------------------------- | ------------ | ---------------------------------------------------- | ----- | ----------------------- |
| La Rovira                 | Inscripció: Declina 10.Gs y 52.Mis / Jh.Comaliena y Pou / 1770 | Olost        |                                                      | fitxa | Carregueu una nova foto |
| Santuari de Sant Adjutori |                                                                | Olost        | 41° 58′ 57″ N, 2° 05′ 23″ E / 41.982500°N,2.089722°E | fitxa | Carregueu una nova foto |

## Oristà
| Nom                  | Descripció                                          | Localització                                          | Coordenades                                          | Fitxa | Imatge                  |
| -------------------- | --------------------------------------------------- | ----------------------------------------------------- | ---------------------------------------------------- | ----- | ----------------------- |
| Balcó de la rectoria |                                                     | Oristà Pl. de l'Església, 3                           |                                                      | fitxa | Carregueu una nova foto |
| Museu Rocaguinarda   |                                                     | Oristà Pl. de l'Església, 3, en exhibició en el museu |                                                      | fitxa | Carregueu una nova foto |
| Cal Mas              | Inscripció: Jo sense sol i tu sense fe no farem res | Oristà Ctra. B-670 a l'Estany                         | 41° 55′ 47″ N, 2° 03′ 26″ E / 41.929698°N,2.057101°E | fitxa | Carregueu una nova foto |
| Can Cabanes          | Inscripció: Les Dotze són Migdia, passa Avant       | Oristà Ctra. B-432, km 5                              | 41° 58′ 30″ N, 2° 04′ 15″ E / 41.974969°N,2.070872°E | fitxa | Carregueu una nova foto |

## Prats de Lluçanès
| Nom                                 | Descripció                                                                                  | Localització                                     | Coordenades                                            | Fitxa | Imatge                  |
| ----------------------------------- | ------------------------------------------------------------------------------------------- | ------------------------------------------------ | ------------------------------------------------------ | ----- | ----------------------- |
| Carrer de la Bona Sort, 11          |                                                                                             | Prats de Lluçanès C. de la Bona Sort, 11         |                                                        | fitxa | Carregueu una nova foto |
| Cal Baumer, restaurant              | Inscripció: E... tu que pasas, miras y ten rius, aquesta casa es feta, de cunills y perdius | Prats de Lluçanès C. Sant Pere, 22, a l'interior | 42° 00′ 39″ N, 2° 01′ 41″ E / 42.0107822°N,2.0280036°E | fitxa | Carregueu una nova foto |
| Ermita de Santa Eulàlia de Pardines | Inscripció: Oriens ex alto                                                                  | Prats de Lluçanès Ctra. B-431, km 69,9           | 41° 59′ 10″ N, 2° 01′ 14″ E / 41.986043°N,2.020625°E   | fitxa | Carregueu una nova foto |

## Rupit i Pruit
| Nom                            | Descripció                                    | Localització                              | Coordenades                                          | Fitxa | Imatge                  |
| ------------------------------ | --------------------------------------------- | ----------------------------------------- | ---------------------------------------------------- | ----- | ----------------------- |
| Mas el Coll                    | Inscripció: El Coll                           | Rupit i Pruit Ctra. C-153, Coll de Pruit  | 42° 03′ 53″ N, 2° 28′ 07″ E / 42.064733°N,2.468533°E | fitxa | Carregueu una nova foto |
| Can Muntanyà, façana principal |                                               | Rupit i Pruit Veïnat d'Alou. Pruit        | 42° 02′ 48″ N, 2° 27′ 19″ E / 42.046667°N,2.455278°E | fitxa | Carregueu una nova foto |
| Can Muntanyà, façana sud-est   |                                               | Rupit i Pruit Veïnat d'Alou. Pruit        | 42° 02′ 48″ N, 2° 27′ 19″ E / 42.046667°N,2.455278°E | fitxa | Carregueu una nova foto |
| Masia el Collell               | Inscripció: Blanc-Negre / Dia-Nit / Sol-Lluna | Rupit i Pruit Pruit                       | 42° 02′ 45″ N, 2° 27′ 11″ E / 42.045833°N,2.453056°E | fitxa | Carregueu una nova foto |
| Can Gleies                     | Inscripció: 1935                              | Rupit i Pruit C. el Fossar, 1. Rupit      | 42° 01′ 27″ N, 2° 27′ 56″ E / 42.024167°N,2.465556°E | fitxa | Carregueu una nova foto |
| Carrer el Fossar, 5            | Inscripció: Sol lucit omnibus                 | Rupit i Pruit C. el Fossar, 5. Rupit      | 42° 01′ 27″ N, 2° 27′ 56″ E / 42.024167°N,2.465556°E | fitxa | Carregueu una nova foto |
| Can Corriol                    |                                               | Rupit i Pruit Interior de la finca. Rupit | 42° 01′ 57″ N, 2° 28′ 05″ E / 42.032500°N,2.468056°E | fitxa | Carregueu una nova foto |

## Sant Agustí de Lluçanès
| Nom           | Descripció | Localització                                            | Coordenades                                         | Fitxa | Imatge                  |
| ------------- | ---------- | ------------------------------------------------------- | --------------------------------------------------- | ----- | ----------------------- |
| Masia el Grau |            | Sant Agustí de Lluçanès Ctra. del Collet de Sant Agustí | 42° 05′ 08″ N, 2° 07′ 37″ E / 42.085422°N,2.12685°E | fitxa | Carregueu una nova foto |

## Sant Bartomeu del Grau
| Nom                                           | Descripció | Localització                         | Coordenades                                          | Fitxa | Imatge                  |
| --------------------------------------------- | ---------- | ------------------------------------ | ---------------------------------------------------- | ----- | ----------------------- |
| Carrer Nou, 30                                |            | Sant Bartomeu del Grau C. Nou, 30    |                                                      | fitxa | Carregueu una nova foto |
| Església parroquial de Sant Bartomeu del Grau |            | Sant Bartomeu del Grau C. Nou, 2     | 41° 59′ 02″ N, 2° 10′ 22″ E / 41.983800°N,2.172883°E | fitxa | Carregueu una nova foto |
| Les Ferreres                                  |            | Sant Bartomeu del Grau               | 41° 58′ 28″ N, 2° 09′ 05″ E / 41.974533°N,2.151267°E | fitxa | Carregueu una nova foto |
| Urbanització La Serra                         | Equatorial | Sant Bartomeu del Grau Urb. La Serra | 41° 58′ 27″ N, 2° 10′ 41″ E / 41.974267°N,2.178150°E | fitxa | Carregueu una nova foto |

## Sant Boi de Lluçanès
| Nom                              | Descripció             | Localització                              | Coordenades                                            | Fitxa | Imatge                                                               |
| -------------------------------- | ---------------------- | ----------------------------------------- | ------------------------------------------------------ | ----- | -------------------------------------------------------------------- |
| Can Viladecans                   |                        | Sant Boi de Lluçanès Ctra. BV-4608, km 6  | 42° 02′ 50″ N, 2° 09′ 54″ E / 42.047333°N,2.165017°E   | fitxa | Carregueu una nova foto                                              |
| El Vilar                         | Dos bessons de siments | Sant Boi de Lluçanès                      | 42° 03′ 48″ N, 2° 09′ 03″ E / 42.0633844°N,2.1507297°E | fitxa | Carregueu una nova foto                                              |
| Església de Sant Boi de Lluçanès |                        | Sant Boi de Lluçanès Pl. de l'Església, 1 | 42° 03′ 29″ N, 2° 09′ 08″ E / 42.05798°N,2.152129°E    | fitxa | Església parroquial (Sant Boi de Lluçanès) · Carregueu una nova foto |

## Sant Hipòlit de Voltregà
| Nom                         | Descripció | Localització                                             | Coordenades                                          | Fitxa | Imatge                                                                            |
| --------------------------- | ---------- | -------------------------------------------------------- | ---------------------------------------------------- | ----- | --------------------------------------------------------------------------------- |
| Carrer de l'Església, 26    |            | Sant Hipòlit de Voltregà C. de l'Església, 26            |                                                      | fitxa | Carregueu una nova foto                                                           |
| Can Mallol                  |            | Sant Hipòlit de Voltregà C. del Mallol, 4, pati interior | 42° 01′ 01″ N, 2° 14′ 09″ E / 42.016939°N,2.235916°E | fitxa | Can Mallol (Sant Hipòlit de Voltregà) · Vegeu més fotos · Carregueu una nova foto |
| Can Marsal, torre de guaita |            | Sant Hipòlit de Voltregà Pg. les Alsines                 |                                                      | fitxa | Carregueu una nova foto                                                           |
| Església de Sant Hipòlit    |            | Sant Hipòlit de Voltregà Pl. de l'Església, 6            | 42° 00′ 57″ N, 2° 14′ 14″ E / 42.015897°N,2.237351°E | fitxa | Carregueu una nova foto                                                           |
| Passatge Parés, 1           |            | Sant Hipòlit de Voltregà Passatge Parés, 1               |                                                      | fitxa | Carregueu una nova foto                                                           |

## Sant Julià de Vilatorta
| Nom                                              | Descripció                                      | Localització                                                         | Coordenades                                          | Fitxa | Imatge                                                                                                  |
| ------------------------------------------------ | ----------------------------------------------- | -------------------------------------------------------------------- | ---------------------------------------------------- | ----- | --- |
| Carrer de la Font, 16                            |                                                 | Sant Julià de Vilatorta C. de la Font, 16                            | 41° 55′ 18″ N, 2° 19′ 20″ E / 41.921667°N,2.322350°E | fitxa | Carregueu una nova foto                                                                                 |
| Col·legi del Roser                               | Equatorial esfèric                              | Sant Julià de Vilatorta Av. Puig i Cunyer, 20, part est del col·legi | 41° 55′ 43″ N, 2° 19′ 10″ E / 41.928611°N,2.319444°E | fitxa | Carregueu una nova foto                                                                                 |
| Passeig Mn. Cinto Verdaguer                      | Equatorial esfèric                              | Sant Julià de Vilatorta Pg. Mn. Cinto Verdaguer - c. Cazador         | 41° 55′ 32″ N, 2° 19′ 27″ E / 41.925467°N,2.324050°E | fitxa | Carregueu una nova foto                                                                                 |
| Àngel de la Concòrdia, esfèric                   | Equatorial esfèric                              | Sant Julià de Vilatorta C. Martí i Pol, Pavelló esportiu municipal   | 41° 55′ 30″ N, 2° 19′ 39″ E / 41.924983°N,2.327467°E | fitxa | Àngel de la Concòrdia, esfèric (Sant Julià de Vilatorta) · Vegeu més fotos · Carregueu una nova foto    |
| Àngel de la Concòrdia, verticals                 | Dos bessons verticals d'acer                    | Sant Julià de Vilatorta C. Martí i Pol, Pavelló esportiu municipal   | 41° 55′ 30″ N, 2° 19′ 39″ E / 41.924983°N,2.327467°E | fitxa | Àngel de la Concòrdia, verticals (Sant Julià de Vilatorta) · Vegeu més fotos · Carregueu una nova foto  |
| Àngel de la Concòrdia, analemàtic                | Analemàtic                                      | Sant Julià de Vilatorta C. Martí i Pol, Pavelló esportiu municipal   | 41° 55′ 30″ N, 2° 19′ 39″ E / 41.924983°N,2.327467°E | fitxa | Àngel de la Concòrdia, analemàtic (Sant Julià de Vilatorta) · Vegeu més fotos · Carregueu una nova foto |
| Àngel de la Concòrdia, horitzontal               | Horitzontal                                     | Sant Julià de Vilatorta C. Martí i Pol, Pavelló esportiu municipal   | 41° 55′ 30″ N, 2° 19′ 39″ E / 41.924983°N,2.327467°E | fitxa | Carregueu una nova foto                                                                                 |
| Avinguda de Jaume Balmes, 34                     |                                                 | Sant Julià de Vilatorta Av. de Jaume Balmes, 34                      | 41° 55′ 33″ N, 2° 19′ 20″ E / 41.925700°N,2.322200°E | fitxa | Carregueu una nova foto                                                                                 |
| Avinguda de la Verge de Montserrat, 27           | Inscripció: Totes fereixen, l'última mata       | Sant Julià de Vilatorta Av. de la Verge de Montserrat, 27            | 41° 55′ 23″ N, 2° 19′ 26″ E / 41.923033°N,2.323950°E | fitxa | Carregueu una nova foto                                                                                 |
| Avinguda de la Verge de Montserrat, 41, vertical |                                                 | Sant Julià de Vilatorta Av. de la Verge de Montserrat, 41            | 41° 55′ 16″ N, 2° 19′ 26″ E / 41.921133°N,2.323867°E | fitxa | Carregueu una nova foto                                                                                 |
| Avinguda de la Verge de Montserrat, 41, cúbic    | Cub de marbre                                   | Sant Julià de Vilatorta Av. de la Verge de Montserrat, 41            | 41° 55′ 16″ N, 2° 19′ 26″ E / 41.921133°N,2.323867°E | fitxa | Carregueu una nova foto                                                                                 |
| Avinguda Puig i Cunyer, 45                       |                                                 | Sant Julià de Vilatorta Av. Puig i Cunyer, 45                        | 41° 55′ 55″ N, 2° 18′ 58″ E / 41.932033°N,2.316067°E | fitxa | Carregueu una nova foto                                                                                 |
| Carrer Coll del Portell, 38                      | Inscripció: És l'hora que veus, no la que creus | Sant Julià de Vilatorta C. Coll del Portell, 38                      | 41° 55′ 22″ N, 2° 19′ 36″ E / 41.922700°N,2.326533°E | fitxa | Carregueu una nova foto                                                                                 |
| Carrer de Sant Roc, 16                           | Horitzontal                                     | Sant Julià de Vilatorta C. de Sant Roc, 16, jardí posterior          | 41° 55′ 23″ N, 2° 19′ 35″ E / 41.923000°N,2.326450°E | fitxa | Carregueu una nova foto                                                                                 |
| Carrer dels Terrissers, 2                        |                                                 | Sant Julià de Vilatorta C. dels Terrissers, 2                        | 41° 55′ 20″ N, 2° 19′ 19″ E / 41.922283°N,2.322083°E | fitxa | Carregueu una nova foto                                                                                 |
| Cal Bufó                                         |                                                 | Sant Julià de Vilatorta C. de la Font, 18                            | 41° 55′ 18″ N, 2° 19′ 20″ E / 41.921783°N,2.322117°E | fitxa | Carregueu una nova foto                                                                                 |
| Cementiri Municipal, làpida 171                  | Inscripció: Totes fereixen l'última mata        | Sant Julià de Vilatorta                                              | 41° 55′ 28″ N, 2° 19′ 49″ E / 41.924433°N,2.330250°E | fitxa | Carregueu una nova foto                                                                                 |
| Hostal del Rabadà                                | Inscripció: El temps, no comte en el menja      | Sant Julià de Vilatorta Av. Verge de Montserrat                      | 41° 55′ 18″ N, 2° 19′ 25″ E / 41.921650°N,2.323583°E | fitxa | Carregueu una nova foto                                                                                 |
| Plaça Major, 10                                  |                                                 | Sant Julià de Vilatorta Pl. Major, 10                                | 41° 55′ 19″ N, 2° 19′ 30″ E / 41.921983°N,2.325133°E | fitxa | Plaça Major, 10 (Sant Julià de Vilatorta) · Carregueu una nova foto                                     |
| Mas el Llopart                                   | Inscripció: 1627                                | Sant Julià de Vilatorta Ctra. BV-5202 km 2,400. Vilalleons           | 41° 54′ 21″ N, 2° 18′ 28″ E / 41.905917°N,2.307733°E | fitxa | Carregueu una nova foto                                                                                 |

## Sant Martí d'Albars
| Nom                  | Descripció          | Localització                         | Coordenades | Fitxa | Imatge                  |
| -------------------- | ------------------- | ------------------------------------ | ----------- | ----- | ----------------------- |
| Carrer Beulaigua, 20 | Rajoles de ceràmica | Sant Martí d'Albars C. Beulaigua, 20 |             | fitxa | Carregueu una nova foto |

## Sant Martí de Centelles
| Nom                                | Descripció                                                                             | Localització                                                                 | Coordenades                                          | Fitxa | Imatge                  |
| ---------------------------------- | -------------------------------------------------------------------------------------- | ---------------------------------------------------------------------------- | ---------------------------------------------------- | ----- | ----------------------- |
| Can Borla                          |                                                                                        | Sant Martí de Centelles Ctra. C-1413b km. 11,3, trencall a Can Miqueló       | 41° 44′ 37″ N, 2° 13′ 47″ E / 41.743658°N,2.229744°E | fitxa | Carregueu una nova foto |
| Can Xicó                           |                                                                                        | Sant Martí de Centelles Ctra. C-1413b km. 11,3, trencall a Can Miqueló       | 41° 45′ 12″ N, 2° 13′ 00″ E / 41.753354°N,2.216787°E | fitxa | Carregueu una nova foto |
| Sant Miquel                        |                                                                                        | Sant Martí de Centelles Al costat de Sant Miquel Sesperxes                   | 41° 44′ 45″ N, 2° 13′ 26″ E / 41.745742°N,2.223913°E | fitxa | Carregueu una nova foto |
| Església de Sant Pere de Valldaneu |                                                                                        | Sant Martí de Centelles Valldaneu                                            | 41° 44′ 54″ N, 2° 14′ 49″ E / 41.748433°N,2.246948°E | fitxa | Carregueu una nova foto |
| Les Alzines                        | Inscripció: Any MCMXXX                                                                 | Sant Martí de Centelles Camí de Valldaneu, 25                                | 41° 45′ 19″ N, 2° 14′ 55″ E / 41.755383°N,2.248550°E | fitxa | Carregueu una nova foto |
| Mas Blanc                          | Inscripció: Nisi signo serenas MCMXXVI                                                 | Sant Martí de Centelles Comunitat monàstica de Santa Maria Mas Blanc         | 41° 44′ 36″ N, 2° 12′ 13″ E / 41.743241°N,2.203744°E | fitxa | Carregueu una nova foto |
| Carrer Nou, 94                     | Rajoles de ceràmica                                                                    | Sant Martí de Centelles C. Nou, 94. Abella                                   | 41° 45′ 34″ N, 2° 14′ 57″ E / 41.759400°N,2.249217°E | fitxa | Carregueu una nova foto |
| Carrer de l'Estació, 8             |                                                                                        | Sant Martí de Centelles C. de l'Estació, 8. L'Abella                         | 41° 45′ 50″ N, 2° 15′ 02″ E / 41.763871°N,2.250590°E | fitxa | Carregueu una nova foto |
| Carrer Nou, 28                     | Inscripció: Salut, diners i amor                                                       | Sant Martí de Centelles C. Nou, 28. L'Abella                                 | 41° 45′ 44″ N, 2° 15′ 04″ E / 41.762084°N,2.250983°E | fitxa | Carregueu una nova foto |
| Església de Sant Martí             |                                                                                        | Sant Martí de Centelles Les Comes, al peu castell                            | 41° 45′ 56″ N, 2° 12′ 17″ E / 41.765600°N,2.204678°E | fitxa | Carregueu una nova foto |
| Masia la Font                      | Inscripció: Que brilli el sol en la meva cara, com brolla de la font l'aigua més clara | Sant Martí de Centelles Ctra. C-1413b, trencall al km. 9. El Racó de la Font | 41° 45′ 01″ N, 2° 11′ 48″ E / 41.750234°N,2.196627°E | fitxa | Carregueu una nova foto |

## Sant Pere de Torelló
| Nom                              | Descripció | Localització                              | Coordenades                                          | Fitxa | Imatge                                                                            |
| -------------------------------- | ---------- | ----------------------------------------- | ---------------------------------------------------- | ----- | --------------------------------------------------------------------------------- |
| Ca la Conxita                    |            | Sant Pere de Torelló C. d'Anselm Clavé, 6 | 42° 04′ 33″ N, 2° 17′ 44″ E / 42.075717°N,2.295417°E | fitxa | Carregueu una nova foto                                                           |
| Església parroquial de Sant Pere |            | Sant Pere de Torelló                      | 42° 04′ 31″ N, 2° 17′ 49″ E / 42.075367°N,2.296967°E | fitxa | Església parroquial de Sant Pere (Sant Pere de Torelló) · Carregueu una nova foto |

## Sant Vicenç de Torelló
| Nom                                      | Descripció               | Localització                                                 | Coordenades | Fitxa | Imatge                  |
| ---------------------------------------- | ------------------------ | ------------------------------------------------------------ | ----------- | ----- | ----------------------- |
| Carretera de Torelló a Sant Vicenç, km 0 |                          | Sant Vicenç de Torelló Ctra. BV-5228                         |             | fitxa | Carregueu una nova foto |
| El Camps                                 | Inscripció: Tempus fugit | Sant Vicenç de Torelló Masia al final del c. Salvador Espriu |             | fitxa | Carregueu una nova foto |
| Mas Verdaguer                            |                          | Sant Vicenç de Torelló                                       |             | fitxa | Carregueu una nova foto |
| Mas el Sot Gran                          |                          | Sant Vicenç de Torelló                                       |             | fitxa | Carregueu una nova foto |

## Santa Eugènia de Berga
| Nom          | Descripció | Localització                          | Coordenades                                          | Fitxa | Imatge                  |
| ------------ | ---------- | ------------------------------------- | ---------------------------------------------------- | ----- | ----------------------- |
| Can Baranera |            | Santa Eugènia de Berga C. del Pirineu | 41° 54′ 10″ N, 2° 16′ 59″ E / 41.902750°N,2.283150°E | fitxa | Carregueu una nova foto |

## Seva
| Nom                         | Descripció                                                      | Localització                           | Coordenades                                          | Fitxa | Imatge                                                                     |
| --------------------------- | --------------------------------------------------------------- | -------------------------------------- | ---------------------------------------------------- | ----- | -------------------------------------------------------------------------- |
| Can Calvet                  |                                                                 | Seva C. del Nord, 5                    | 41° 50′ 22″ N, 2° 17′ 05″ E / 41.839444°N,2.284722°E | fitxa | Carregueu una nova foto                                                    |
| Carrer del Nord, 7          |                                                                 | Seva C. del Nord, 7                    | 41° 50′ 21″ N, 2° 17′ 06″ E / 41.839167°N,2.285000°E | fitxa | Carregueu una nova foto                                                    |
| Escola Pública (1)          |                                                                 | Seva                                   |                                                      | fitxa | Carregueu una nova foto                                                    |
| Escola Pública (2)          |                                                                 | Seva                                   |                                                      | fitxa | Carregueu una nova foto                                                    |
| Avinguda 11 de Setembre, 81 |                                                                 | Seva Av. 11 de Setembre, 81            |                                                      | fitxa | Carregueu una nova foto                                                    |
| Can Manel                   | Inscripció: Quan el sol riu d'alegria, jo dic les hores del dia | Seva C. Rocada, 12                     | 41° 50′ 17″ N, 2° 16′ 48″ E / 41.837960°N,2.280046°E | fitxa | Can Manel (Seva) · Vegeu més fotos · Carregueu una nova foto               |
| Can Carlets                 |                                                                 | Seva Ctra. BV-5303 km 7                | 41° 50′ 39″ N, 2° 15′ 56″ E / 41.844250°N,2.265417°E | fitxa | Carregueu una nova foto                                                    |
| Can Muns                    |                                                                 | Seva C. Pedret, 30                     | 41° 50′ 20″ N, 2° 17′ 01″ E / 41.838889°N,2.283611°E | fitxa | Carregueu una nova foto                                                    |
| Mas la Matella              |                                                                 | Seva Ctra. BV-5303 km 7                | 41° 50′ 39″ N, 2° 15′ 47″ E / 41.844267°N,2.263000°E | fitxa | Carregueu una nova foto                                                    |
| Mas Serrabardina            |                                                                 | Seva Ctra. BV-5301 km 34,700           | 41° 49′ 39″ N, 2° 16′ 55″ E / 41.827450°N,2.282000°E | fitxa | Carregueu una nova foto                                                    |
| Església de Santa Maria     | Inscripció: Jo sense sol i tu sense fe els dos no valem res     | Seva Pl. de l'Església, façana lateral | 41° 50′ 21″ N, 2° 16′ 48″ E / 41.839052°N,2.279918°E | fitxa | Església de Santa Maria (Seva) · Vegeu més fotos · Carregueu una nova foto |

## Sobremunt
| Nom                                              | Descripció                  | Localització | Coordenades | Fitxa | Imatge                  |
| ------------------------------------------------ | --------------------------- | ------------ | ----------- | ----- | ----------------------- |
| Església i Santuari de Santa Llúcia de Sobremunt | Inscripció: Sine sole nihil | Sobremunt    |             | fitxa | Carregueu una nova foto |

## Taradell
| Nom                                | Descripció                                   | Localització                     | Coordenades                                          | Fitxa | Imatge                                                         |
| ---------------------------------- | -------------------------------------------- | -------------------------------- | ---------------------------------------------------- | ----- | -------------------------------------------------------------- |
| Can Pic, Casa colònies Les Ànfores |                                              | Taradell                         |                                                      | fitxa | Carregueu una nova foto                                        |
| Mas el Vilar                       |                                              | Taradell                         |                                                      | fitxa | Carregueu una nova foto                                        |
| CEIP el Gurri                      | Inscripció: 1935-2010 / 75 anys fent escola! | Taradell Montrodon               | 41° 52′ 53″ N, 2° 05′ 31″ E / 41.881388°N,2.09183°E  | fitxa | Carregueu una nova foto                                        |
| El Reig                            |                                              | Taradell Carretera de Mont-rodon | 41° 52′ 31″ N, 2° 17′ 07″ E / 41.875342°N,2.285152°E |       | El Reig (Taradell) · Vegeu més fotos · Carregueu una nova foto |
| Mascarell                          |                                              | Taradell                         | 41° 52′ 30″ N, 2° 17′ 33″ E / 41.875000°N,2.292635°E |       | Mascarell (Taradell) · Carregueu una nova foto                 |

## Tavèrnoles
| Nom              | Descripció | Localització                                   | Coordenades | Fitxa | Imatge                  |
| ---------------- | ---------- | ---------------------------------------------- | ----------- | ----- | ----------------------- |
| Mas els Floquers |            | Tavèrnoles Pla dels Folquers, prop de la riera |             | fitxa | Carregueu una nova foto |

## Tavertet
| Nom                        | Descripció                    | Localització                                        | Coordenades                                          | Fitxa | Imatge                                                                            |
| -------------------------- | ----------------------------- | --------------------------------------------------- | ---------------------------------------------------- | ----- | --------------------------------------------------------------------------------- |
| Carrer Jaume Balmes        |                               | Tavertet C. Jaume Balmes - c. Quirze Parés i Ganyet | 41° 59′ 41″ N, 2° 24′ 58″ E / 41.994722°N,2.416111°E | fitxa | Carregueu una nova foto                                                           |
| Església de Sant Cristòfol |                               | Tavertet Paret lateral                              | 41° 59′ 44″ N, 2° 25′ 11″ E / 41.995556°N,2.419722°E | fitxa | Església de Sant Cristòfol (Tavertet) · Vegeu més fotos · Carregueu una nova foto |
| Can Nazari                 | Inscripció: Any MCMLXXI / J S | Tavertet Pl. Diputació, 1                           | 41° 59′ 46″ N, 2° 25′ 09″ E / 41.996111°N,2.419167°E | fitxa | Carregueu una nova foto                                                           |

## Tona
| Nom           | Descripció | Localització                      | Coordenades | Fitxa | Imatge                  |
| ------------- | ---------- | --------------------------------- | ----------- | ----- | ----------------------- |
| Torreó Blanch |            | Tona Part posterior, c. Girona 15 |             | fitxa | Carregueu una nova foto |

## Torelló
| Nom                 | Descripció               | Localització             | Coordenades | Fitxa | Imatge                  |
| ------------------- | ------------------------ | ------------------------ | ----------- | ----- | ----------------------- |
| Carrer Manlleu, 153 | Inscripció: Tempus fugit | Torelló C. Manlleu, 153  |             | fitxa | Carregueu una nova foto |
| Jaume Balmes, 10    |                          | Torelló Jaume Balmes, 10 |             | fitxa | Carregueu una nova foto |

## Vic
| Nom                                     | Descripció                                                | Localització                                   | Coordenades                                          | Fitxa | Imatge                                                            |
| --------------------------------------- | --------------------------------------------------------- | ---------------------------------------------- | ---------------------------------------------------- | ----- | ----------------------------------------------------------------- |
| Espai firal El Sucre                    | Dos equatorials bessons                                   | Vic C. Historiador Ramon d'Abadal i Vinyals, 5 | 41° 55′ 37″ N, 2° 14′ 50″ E / 41.926850°N,2.247267°E | fitxa | Espai firal El Sucre (Vic) · Carregueu una nova foto              |
| Llotja del Blat                         | Inscripció: 1645                                          | Vic C. de la Ciutat 1                          | 41° 55′ 47″ N, 2° 15′ 19″ E / 41.929815°N,2.255225°E | fitxa | Llotja del Blat (Vic) · Vegeu més fotos · Carregueu una nova foto |
| Claustre de l'Hospital de la Santa Creu | Inscripció: Sol lucit omnibus                             | Vic Rambla de l'Hospital, 52                   | 41° 55′ 41″ N, 2° 15′ 07″ E / 41.928033°N,2.251867°E | fitxa | Carregueu una nova foto                                           |
| Plaça dels Sants Màrtirs, 14            | Inscripció: Jo sense sol i tu sense fe els dos no som res | Vic Pl. dels Sants Màrtirs, 14                 | 41° 55′ 52″ N, 2° 15′ 29″ E / 41.931167°N,2.258000°E | fitxa | Plaça dels Sants Màrtirs, 14 (Vic) · Carregueu una nova foto      |
| Torre d'en Bru                          |                                                           | Vic Ctra. C-17, rotonda Vic sud                | 41° 54′ 39″ N, 2° 14′ 51″ E / 41.910750°N,2.247450°E | fitxa | Carregueu una nova foto                                           |
| La Codina                               |                                                           | Vic Sentfores                                  | 41° 55′ 08″ N, 2° 13′ 32″ E / 41.918833°N,2.225683°E | fitxa | Carregueu una nova foto                                           |
| La Riera                                |                                                           | Vic Sentfores                                  | 41° 54′ 46″ N, 2° 12′ 39″ E / 41.912717°N,2.210783°E | fitxa | Carregueu una nova foto                                           |

## Vidrà
| Nom                                | Descripció | Localització | Coordenades                                            | Fitxa | Imatge                                                                                 |
| ---------------------------------- | ---------- | ------------ | ------------------------------------------------------ | ----- | -------------------------------------------------------------------------------------- |
| Església parroquial de Sant Hilari |            | Vidrà        | 42° 07′ 22″ N, 2° 18′ 35″ E / 42.1227657°N,2.3096897°E | fitxa | Església parroquial de Sant Hilari (Vidrà) · Vegeu més fotos · Carregueu una nova foto |

## Viladrau
| Nom                        | Descripció                                                       | Localització                                   | Coordenades                                          | Fitxa | Imatge                                          |
| -------------------------- | ---------------------------------------------------------------- | ---------------------------------------------- | ---------------------------------------------------- | ----- | ----------------------------------------------- |
| Carrer Nou, 3              | Inscripció: Ave Maria                                            | Viladrau C. Nou, 3                             |                                                      | fitxa | Carregueu una nova foto                         |
| Hostal de la Glòria        | Inscripció: L'hora que veus és l'hora que vius                   | Viladrau C. Torreventós                        |                                                      | fitxa | Carregueu una nova foto                         |
| Molí de la casa Espinzella |                                                                  | Viladrau Ctra. GI-520 de Seva a Viladrau, km 6 |                                                      | fitxa | Carregueu una nova foto                         |
| Ermita de l'Erola          | Inscripció: Volat aetas                                          | Viladrau Camí a Sant Segimon i Matagalls       | 41° 49′ 56″ N, 2° 21′ 54″ E / 41.832148°N,2.365127°E | fitxa | Carregueu una nova foto                         |
| Mas Molins                 | Inscripció: A Solis Ortu Usque Ad Occasum Laudabile Nomen Domini | Viladrau Ctra. GI-520 Seva a Viladrau, km 1,5  |                                                      | fitxa | Mas Molins (Viladrau) · Carregueu una nova foto |
| Mas Molins                 |                                                                  | Viladrau Ctra. GI-520 Seva a Viladrau, km 1,5  | 41° 50′ 42″ N, 2° 22′ 22″ E / 41.845000°N,2.372778°E | fitxa | Carregueu una nova foto                         |
| Mas Vila                   |                                                                  | Viladrau                                       |                                                      | fitxa | Carregueu una nova foto                         |
| Can Batllic                |                                                                  | Viladrau                                       |                                                      | fitxa | Carregueu una nova foto                         |
| Mas Vidal                  | Inscripció: Jo sense sol, tu sense fe no valem res               | Viladrau Ctra. GI-520 km 4                     | 41° 51′ 29″ N, 2° 21′ 12″ E / 41.858133°N,2.353467°E | fitxa | Carregueu una nova foto                         |
| Mas Vilarnau               |                                                                  | Viladrau Camí de Santa Fe                      |                                                      | fitxa | Carregueu una nova foto                         |

## Vilanova de Sau
| Nom                                 | Descripció                                                          | Localització                                                | Coordenades                                          | Fitxa | Imatge                  |
| ----------------------------------- | ------------------------------------------------------------------- | ----------------------------------------------------------- | ---------------------------------------------------- | ----- | ----------------------- |
| La Font d'en Martí                  | Inscripció: Homo qua si umbra                                       | Vilanova de Sau                                             | 41° 55′ 57″ N, 2° 24′ 06″ E / 41.932606°N,2.401739°E | fitxa | Carregueu una nova foto |
| Rectoria                            | Inscripció: Any 1909                                                | Vilanova de Sau                                             |                                                      | fitxa | Carregueu una nova foto |
| Església de Sant Andreu de Bancells | Inscripció: Cada dia que passa t'atansa a la vida                   | Vilanova de Sau                                             | 41° 56′ 05″ N, 2° 26′ 49″ E / 41.934778°N,2.446944°E | fitxa | Carregueu una nova foto |
| Can Mont                            | Inscripció: Ni tu ni jo tindrem corda si no es Déu qui s'en recorda | Vilanova de Sau Sant Andreu de Bancells                     | 41° 56′ 03″ N, 2° 27′ 01″ E / 41.934167°N,2.450278°E | fitxa | Carregueu una nova foto |
| Casa pairal dels Vivers Tortadès    |                                                                     | Vilanova de Sau Ctra. BV 5201, km. 22 - ctra. GE 541, km. 0 | 41° 53′ 57″ N, 2° 26′ 13″ E / 41.899167°N,2.436944°E | fitxa | Carregueu una nova foto |